# GOST (szyfr blokowy)
GOST (ros. Gousudarstviennyj Standard – Standard Państwowy) – szyfr blokowy opracowany w Związku Radzieckim, będący ówczesnym standardem szyfrowania informacji o numerze 28147-89. Operuje na 64-bitowych blokach, a do szyfrowania wykorzystywany jest klucz 256-bitowy.
W grudniu 2012 prof. Jerzy Gawinecki z Wojskowej Akademii Technicznej w Warszawie oraz dwójka naukowców z University College London złamali szyfr GOST 28147-89

## Proces szyfrowania
- przed szyfrowaniem blok informacji dzielony jest na dwie połowy: lewą i prawą
- następują 32 cykle szyfrowania wiadomości:
  - prawa połowa jest sumowana modulo 232 z i-tym podkluczem (gdzie i oznacza numer cyklu)
  - po zsumowaniu prawa połowa dzielona jest na fragmenty 4-bitowe, które stanowią wejście 8 różnych S-bloków
  - w S-blokach bity są mieszane, a następnie wyjście wszystkich S-bloków łączone jest w 32-bitowy blok
  - powstały w ten sposób blok jest przesuwany cyklicznie o 11 bitów w lewo, a następnie sumowany modulo 2 z lewą połową bloku wejściowego
  - wejściowa prawa połowa cyklu staje się wyjściową lewą połową, natomiast przetworzona prawa połowa zsumowana z lewą staje się wyjściową lewą połową